# Jari Niinimäki
Jari Olavi Niinimäki (Tampere, 1957. december 1. – 2023. június 10.) válogatott finn labdarúgó, csatár.

## Pályafutása

### Klubcsapatban
1976–77-ben a TPV, 1978 és 1986 között a Tampereen Ilves, 1986-ban a svéd AIK Fotboll labdarúgója volt. 1987 és 1989 között az Ilves csapatában fejezte be az aktív játékot. A Tampereen Ilves együttesével egy-egy finn bajnoki címet és kupagyőzelmet ért el. Az 1986-as idényben 13 góllal az élvonal gólkirály lett holtversenyben Ismo Lius-szal.

### A válogatottban
1986–87-ben kilenc alkalommal szerepelt a finn válogatottban és két gólt szerzett.

## Sikerei, díjai
Tampereen Ilves
- Finn bajnokság
  - bajnok: 1983
  - gólkirály: 1986 (13 gól, holtversenyben Ismo Lius-szal)
- Finn kupa
  - győztes: 1979